# 塞克斯圖斯·瓦利烏斯·馬基盧斯
塞克斯圖斯·瓦利烏斯·馬基盧斯（Sextus Varius Marcellus）是羅馬帝國政治人物，皇帝埃拉伽巴路斯的父親。
塞克斯圖斯·瓦利烏斯·馬基盧斯與尤利亞·索艾米亞斯結婚，她是尤利亞·瑪伊莎的女兒。在皇帝塞普蒂米烏斯·塞維魯在位期間，他擔任不列顛尼亞的財務官。塞維魯去世後，繼位的卡拉卡拉將他任命為努米底亞的總督。塞克斯圖斯·瓦利烏斯·馬基盧斯於215年左右去世。